# David Eldridge
David Eldridge (narozen 1973 Romford, Londýn, Spojené království) je britský dramatik. Současně působí i jako dramaturg a pedagog.
Svou první hru Serving It Up napsal během studia na universitě a záhy byla uvedena v Bush Theatre v Londýně (premiéra byla v den jeho 22. narozenin). Jeho čtvrtou hru Pod modrým nebem (Under the Blue Sky) uvedlo v roce 2000 divadlo Royal Court Theatre.

## Hry
- Cabbage for Tea, Tea, Tea! (1995)
- Sideways Moving (1995)
- Fighting for Breath (1995)
- Serving It Up (1996)
- Dirty (1996)
- A Week with Tony (1996)
- Summer Begins (1997)
- Thanks Mum (1998)
- Falling (1999)
- Pod modrým nebem (Under the Blue Sky, 2000) – česky uvedeno v Divadle Na zábradlí, překlad: Petr Onufer, režie: Michal Dočekal, premiéra: 10. leden 2005, derniéra: 26. květen 2007
- Killers (2000)
- Michael & Me (2001)
- The Nugget Run (2002)
- Stratford, Ilford, Romford and All Stations to Shenfield (2003)
- M.A.D. (2004)
- Incomplete and Random Acts of Kindness (2005)
- Market Boy (2006)
- Fotograf (The Picture Man, 2008) – česky: Český rozhlas, 2010, překlad Pavla Horáková, režie Aleš Vrzák, hlavní role Ivan Trojan [1]
- A Thousand Stars Explode in the Sky (spoluautoři Simon Stephens a Robert Holman, 2010)

## Ocenění
- 2006 WOS Theatregoers Choice Awards v kategorii nejlepší nová divadelní hra za hru Under the Blue Sky [2]